# Tendinite de la patte d'oie
La tendinite de la patte d'oie est une inflammation des trois tendons des muscles constituant la « patte d'oie » situés à la partie supéro-interne du tibia.

## Rappels anatomiques
Les muscles de la patte d'oie sont les muscles associés aux trois tendons qui s’accrochent à l’intérieur du genou à la manière d’une « patte d’oie ». Ces trois  muscles sont tendus le long de la cuisse : le muscle sartorius, le muscle gracile et le semi-tendineux. Ils stabilisent le genou en flexion, dans les côtes et les descentes. Le remarquable de la patte d'oie réside dans le fait que les trois muscles précédemment cités proviennent de trois loges différentes et sont innervés par trois nerfs différents.

## Terrain
Elle s'observe :
- lors des sports d’impulsions : tennis, saut en hauteur, danse, football… mais aussi chez le cycliste ;
- chez la femme à partir de 50 ans, isolée ou en association avec une arthrose.

La répétition d’un mauvais positionnement du pied favorise la tendinite. Plus le pied tourne vers l'extérieur plus la tension sur les tendons de la patte d'oie est importante (pied en canard).

## Description
Le diagnostic est clinique :
- À l’interrogatoire la douleur siège en haut et en dedans du tibia et peut irradier le long de la jambe. Elle s’accentue pendant l’exercice, dans les escaliers et se poursuit parfois la nuit.
- L’inspection peut retrouver une légère tuméfaction à l’intérieur du genou.

## Examens complémentaires
Les examens complémentaires servent à éliminer d’autres causes de douleurs internes :
- La radiographie standard élimine une atteinte arthrosique interne.
- L’IRM vérifie, si nécessaire, l’absence de lésion franche du ménisque interne. Un ménisque usé (appelé par les radiologues « lésion dégénérative ») sera laissé en place car il garde un rôle d’amortisseur du genou.
- L' échographie du genou et de tendons ischio -jambiers peut donner des informations suffisantes au traitement et des éléments au diagnostic différentiel .

## Traitement
Le traitement est essentiellement médical : 
- La principale mesure est l’arrêt du geste responsable de la sollicitation excessive de la patte d’oie. Ce repos sera d'une durée de 30 à 45 jours, pour permettre la disparition de l’inflammation. La reprise est autorisée lorsque les trois tests, palpation, étirement, contraction contrariée, sont indolores. Chez le sportif un remplacement provisoire d’activité peut être proposé.
- Un traitement médicamenteux est prescrit durant la phase aigüe. Le traitement oral associe la prise d’antalgiques et d’anti-inflammatoires. Si la tendinite persiste une infiltration est proposée.
- Des mesures « locales » sont souvent utiles : pommade ou patch anti inflammatoire, glaçage ;
- La rééducation est prescrite dans les formes aigües. Elle fait appel à la physiothérapie : ultrasons, courant antalgique, laser… Les massages et les étirements répondent à une technique précise. 
  - Le massage transversal profond est un massage puissant appliqué transversalement au tendon et de manière très appuyée. Pendant l’exercice la pression du tendon est parfois douloureuse.
  - Les étirements sont prescrits en complément des massages.

Secondairement, en phase préventive, différentes causes de dérèglement sont recherchées et corrigées. 
- La surveillance des pratiques sportives : respect des techniques d’échauffement, importance des étirements, bonne gestion des périodes de repos et modification de certains gestes sportifs.
- Le contrôle des règles d’hygiène diététique et d’hydratation.
- L’adaptation du matériel : réglage du pédalier, vérification du chaussage. La chaussure joue un rôle essentiel dans l’amortissement, la statique et la dynamique du pas.
- Le type de pied est vérifié. Souvent les pieds plats s'affaissent à l'intérieur, accentuent la bascule externe de la jambe (valgum) entraînant une tension interne du genou : une semelle compensera cette anomalie.